# Elis Erlandsson (präst)
Elis Alfred Erlandsson, född 23 april 1884 i Stockholm, död 15 januari 1965, var en svensk präst, poet och psalmförfattare. Erlandsson var kyrkoherde i Nyköpings Alla Helgona församling år 1914-1954. Som psalmförfattare är han representerad i Den svenska psalmboken 1986 med två psalmer.

## Psalmer
- Det helga bröd på altarbordet vilar, skriven 1935 och tonsatt av Lars Edlund 1965. I Den svenska psalmboken 1986 nr 392.
- När inför din dom jag stod, postumt publicerad 1966. Tonsatt av Karl-Erik Svedlund 1973. I Herren Lever 1977 nr 896. I Den svenska psalmboken 1986 nr 548.